# Mecze reprezentacji Polski w piłce nożnej kobiet prowadzonej przez Roberta Góralczyka
Zestawienie oficjalnych meczów międzypaństwowych seniorskiej reprezentacji Polski kobiet pod wodzą Roberta Góralczyka.

## Oficjalne spotkania międzypaństwowe
| Nr  | Przeciwnik           | Miejsce               | Data                 | Rodzaj meczu       | Wynik (Polska – rywal) | Źródło |
| --- | -------------------- | --------------------- | -------------------- | ------------------ | ---------------------- | ------ |
| 1.  | Holandia             | Tilburg               | 8 sierpnia 2009      | towarzyski         | 0:2                    |        |
| 2.  | Ukraina              | Nowy Sącz             | 19 września 2009     | eliminacje MŚ 2011 | 4:1                    |        |
| 3.  | Węgry                | Sopron                | 23 września 2009     | eliminacje MŚ 2011 | 2:4                    |        |
| 4.  | Rumunia              | Grodzisk Wielkopolski | 24 października 2009 | eliminacje MŚ 2011 | 2:0                    |        |
| 5.  | Bośnia i Hercegowina | Sarajewo              | 28 października 2009 | eliminacje MŚ 2011 | 4:0                    |        |
| 6.  | Kanada               | Larnaka               | 20 lutego 2010       | towarzyski         | 0:3                    |        |
| 7.  | Cypr                 | Larnaka               | 23 lutego 2010       | towarzyski         | 3:0                    |        |
| 8.  | Rumunia              | Mongosaia             | 31 marca 2010        | eliminacje MŚ 2011 | 4:1                    |        |
| 9.  | Włochy               | Szczecin              | 19 maja 2010         | towarzyski         | 1:5                    |        |
| 10. | Węgry                | Kielce                | 19 czerwca 2010      | eliminacje MŚ 2011 | 0:0                    |        |
| 11. | Bośnia i Hercegowina | Racibórz              | 24 czerwca 2010      | eliminacje MŚ 2011 | 1:0                    |        |
| 12. | Szkocja              | Proszowice            | 23 lipca 2010        | towarzyski         | 1:2                    |        |
| 13. | Ukraina              | Czernihów             | 25 sierpnia 2010     | eliminacje MŚ 2011 | 1:3                    |        |
| 14. | Francja              | Angers                | 19 listopada 2010    | towarzyski         | 0:5                    |        |

## Bilans
|                 | Zwycięstwa | Remisy | Porażki |
| Ogółem          | 6          | 1      | 7       |
| Dom             | 3          | 1      | 2       |
| Wyjazd          | 3          | 0      | 4       |
| Neutralny teren | 0          | 0      | 1       |

|                 | Strzelone | Stracone |
| Ogółem          | 23        | 26       |
| Dom             | 9         | 8        |
| Wyjazd          | 14        | 15       |
| Neutralny teren | 0         | 3        |

|      | Zwycięstwa | Remisy | Porażki |
| 2009 | 3          | 0      | 2       |
| 2010 | 3          | 1      | 3       |

|      | Strzelone | Stracone |
| 2009 | 12        | 7        |
| 2010 | 9         | 14       |

## Mecze nieoficjalne
| Nr | Przeciwnik    | Miejsce  | Data            | Wynik |
| -- | ------------- | -------- | --------------- | ----- |
| 1. | Unia Racibórz | Racibórz | 17 czerwca 2010 | 7:2   |